# Ion Panțuru
Ion Panțuru (Comarnic, 11 de septiembre de 1934-Ploiești, 17 de enero de 2016) fue un deportista rumano que compitió en bobsleigh en las modalidades doble y cuádruple.
Participó en cuatro Juegos Olímpicos de Invierno entre los años 1964 y 1976, obteniendo una medalla de bronce en Grenoble 1968 en la prueba doble. Ganó dos medallas en el Campeonato Mundial de Bobsleigh, en los años 1969 y 1973, y siete medallas en el Campeonato Europeo de Bobsleigh entre los años 1967 y 1971.

## Palmarés internacional
| Juegos Olímpicos   | Juegos Olímpicos             | Juegos Olímpicos  | Juegos Olímpicos |
| Año                | Lugar                        | Medalla           | Prueba           |
| ------------------ | ---------------------------- | ----------------- | ---------------- |
| 1968               | Grenoble (Francia)           | Medalla de bronce | Doble            |
| Campeonato Mundial |                              |                   |                  |
| Año                | Lugar                        | Medalla           | Prueba           |
| 1969               | Lake Placid (Estados Unidos) | Medalla de plata  | Doble            |
| 1973               | Lake Placid (Estados Unidos) | Medalla de bronce | Doble            |
| Campeonato Europeo |                              |                   |                  |
| Año                | Lugar                        | Medalla           | Prueba           |
| 1967               | Igls (Austria)               | Medalla de oro    | Cuádruple        |
| 1967               | Igls (Austria)               | Medalla de plata  | Doble            |
| 1968               | Sankt Moritz (Suiza)         | Medalla de plata  | Cuádruple        |
| 1969               | Cervinia (Italia)            | Medalla de plata  | Doble            |
| 1969               | Cervinia (Italia)            | Medalla de plata  | Cuádruple        |
| 1970               | Cortina d'Ampezzo (Italia)   | Medalla de bronce | Cuádruple        |
| 1971               | Königssee (RFA)              | Medalla de oro    | Cuádruple        |